# Merry from Lena
| Оценки критиков | Оценки критиков |
| Источник        | Оценка          |
| --------------- | --------------- |
| Allmusic        | [ 1 ]           |

Merry from Lena — альбом 1966 года, записанный Линой Хорн. Выпущенный в 1966 году, этот рождественский альбом ознаменовал уход Хорн с United Artists Records и из звукозаписывающей индустрии до её возвращения на Skye Records в 1970 году.
Альбом был переиздан на CD лейблами Capitol (1990), Razor & Tie (1995) и DRG (2007). Все издания альбома на CD включают бонус-трек «Santa Claus Is Comin’ to Town», которого не было на оригинальной пластинке.

## Список треков

### Оригинальный релиз
1. «Jingle All the Way» (Рэй Эллис, Эл Стиллман) — 2:36
2. «The Christmas Song» (Мел Торме, Боб Уэллс) — 3:19
3. «Winter Wonderland» (Феликс Бернард, Ричард Б. Смит) — 2:11
4. «White Christmas» (Ирвинг Берлин) — 2:42
5. «Let It Snow! Let It Snow! Let It Snow!» (Сэмми Кан, Джул Стайн) — 2:23
6. «The Little Drummer Boy» (Кэтрин К. Дэвис) — 2:26
7. «Rudolph the Red-Nosed Reindeer» (Джонни Маркс) — 3:15
8. «What Are You Doing New Year's Eve?» (Фрэнк Лессер) — 2:40
9. «Have Yourself a Merry Little Christmas» (Ральф Блейн, Хью Мартин) — 3:39
10. «Silent Night» (Франц Грубер, Йозеф Мор) — 2:41

### Бонус-трек на CD
1. «Santa Claus Is Comin' to Town» (Дж. Фред Кутс, Хейвен Гиллеспи) — 2:59

## Музыканты
- Лена Хорн — вокал
- Джек Парнелл — оркестровка, дирижёр